# Antonis Volanis

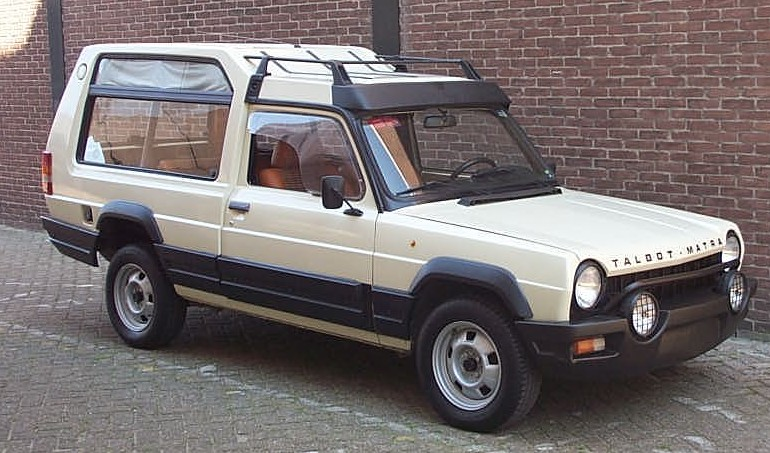
Matra Rancho, uno de los automóviles diseñados por Volanis.

Antonis Volanis, también conocido como Antoine Volanis, es un diseñador industrial griego; nacido en Salónica en 1948.
Ha trabajado principalmente en Francia desde 1968, donde cooperó con empresas como Peugeot y Matra como diseñador de los Matra Bagheera, Matra Rancho y Matra Murena; con Renault, para quienes diseñó el Renault Espace; con Citroën, donde creó el prototipo que se convertiría en el Citroën Xsara Picasso; Aérospatiale, Tefal y Donay. Fundó Design Volanis S.A. en París, con la que también ha cooperado con un número de otros fabricantes de automóviles europeos y corporaciones industriales.